# Francis Bruguière

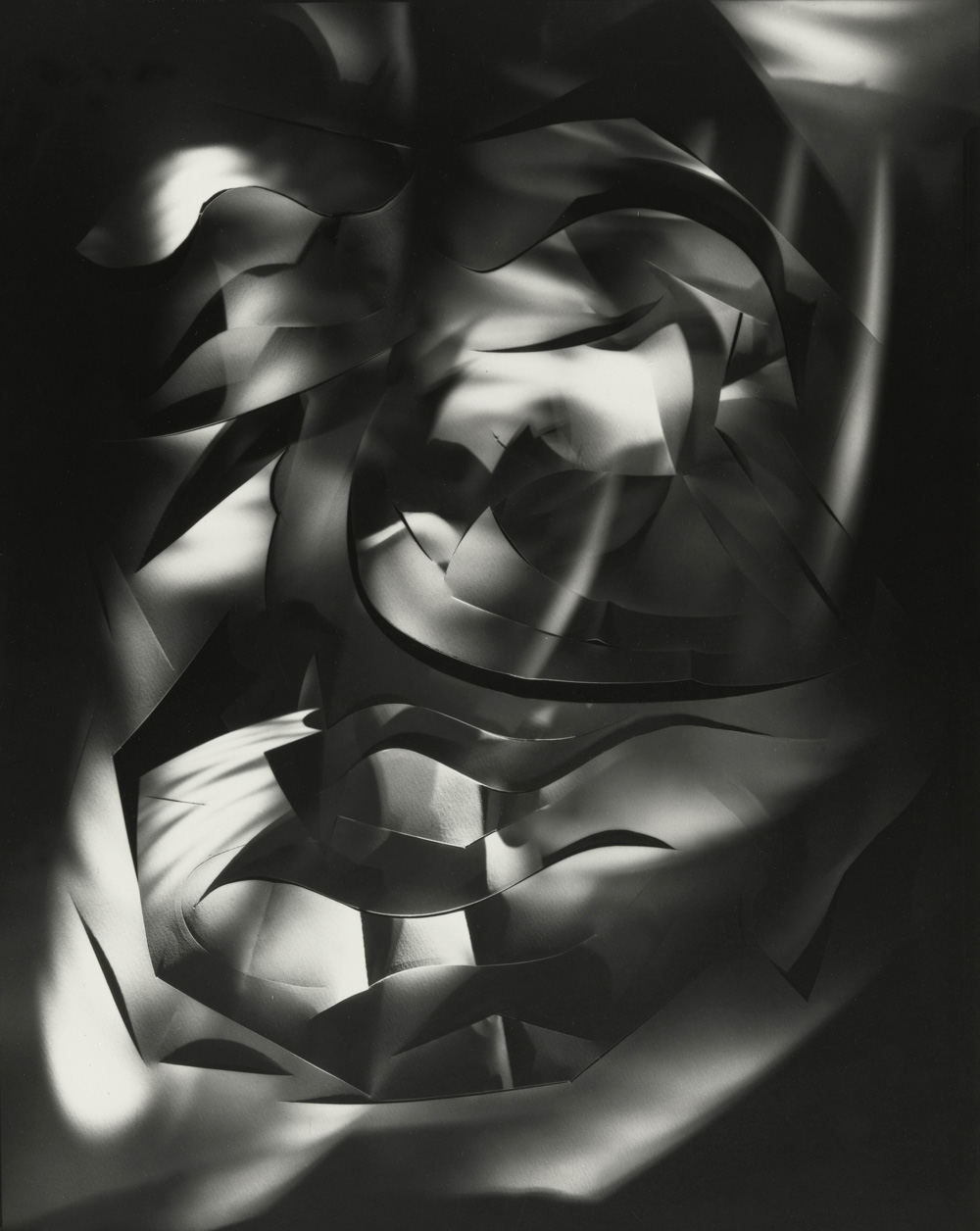
Light Abstraction, 1925

Francis Joseph Bruguière (* 15. Oktober 1879 in San Francisco, Kalifornien, USA; † 8. Mai 1945 in London, Großbritannien) war ein US-amerikanischer Photograph. Er war auch als Regisseur, Produzent, Maler und Bildhauer tätig.
Bedeutend blieb er allerdings nur als Photograph. Seine Bilder des Erdbebens von San Francisco haben historischen Charakter. Auch viele seiner übrigen Bilder haben innovativen Charakter und machen ihn zu einem der Pioniere moderner Photokunst vor dem Ersten Weltkrieg und in den Jahren bis zum Zweiten Weltkrieg.

## Leben und Wirken
Francis Bruguière entstammte großbürgerlichen Verhältnissen; er war französischer Abstammung und seine Eltern hatten ein eigenes Bankhaus in San Francisco. Der Junge wurde privat unterrichtet, konnte als Kind schon mit seinen Eltern Europa bereisen und interessierte sich stark für Kunst, Musik und Lyrik.
Seine Eltern waren Emile Antoine Bruguière (1849–1900) und Josephine Frederikke Bruguière (geb. Sather) (1843–1915). Seine Mutter war die Tochter des norwegisch-amerikanischen Bankiers Peder Sather (1810–1886), auf den der Professorentitel Sather Professor zurückgeht. Sie war 1915 unter den amerikanischen Todesopfern der Versenkung des britischen Ozeandampfers Arabic durch ein deutsches U-Boot. Einer seiner Brüder war der Yachtsportler Louis Sather Bruguière (1882–1954), der mit Margaret Post Van Alen (1876–1969) verheiratet war, einer Kunstsammlerin und Mitglied der Vanderbilt-Familie. Die anderen beiden Brüder waren Peder Sather Bruguiere (1875–1967) und Emile Antoine Bruguiere, Jr. (1877–1935).
1905 ging er nach New York, wo er sich erstmals mit der Photographie beschäftigte. Er kehrte 1906 zurück nach San Francisco, wo er sein erstes Photoatelier gründete. Er wurde Zeuge eines der schlimmsten Erdbeben in der Geschichte der USA, als am 18. April 1906 die Erde bebte und mehr als 3000 Menschen starben. Dies beeinflusste sein Leben und seine Kunst. Trotz der zerstörten Stadt gelang es ihm, zusammen mit dem Photographen Frank Eugene im gleichen Jahr Photographie zu studieren. Eine Freundschaft zum damals bedeutendsten Photographen der USA, Alfred Stieglitz, ermöglichte es ihm, als Photograph an dessen Photosessions teilzunehmen. 1916 bebilderte er das Buch des mit ihm befreundeten Lyrikers George Sterling mit dem Titel The evenscent City mit Photographien von der Panama-Pacific-Ausstellung aus dem Jahre 1915.
1919 ging er nach New York, wo er wieder ein eigenes Photoatelier in der 16 West 49th Street begründete und nun endgültig als freier Photograph arbeitete, zumal sich alle Familienmitglieder Jobs suchen mussten, denn die Familie war 1918 verarmt. Außerdem wurde der Theaterinteressierte Mitglied der Theaterguilde von New York und es entstanden unzählige offizielle Photos von Premieren, Schauspielern, Kulissen, Stücken, die ihn zum bedeutendsten Theaterphotographen der USA machten. Nicht selten fotografierte er am Broadway und vielen bekannten Off-Broadway-Theatern. In New York war er auch für diverse wichtige Magazine als Photograph tätig, so für Vanity Fair, Harper’s Bazaar oder Vogue.
1928 zog er nach London, wo er dann bis zu seinem Tode lebte. Dort wurde er Regisseur und Produzent eines der ersten experimentellen Kunstfilme, Light Rhythmus aus dem Jahr 1931. Dort beschäftigte er sich auch mit Yoga, Taoismus und den Lehren von Carl Gustav Jung. Ab 1937 beendete er seine Arbeit als Photograph und versuchte sich – erfolglos – als Maler und Bildhauer. Er starb am Tage des Ausbruchs des Endes des Zweiten Weltkrieges an den Folgen einer schweren Lungenentzündung. 1977 wurde eine erste Biographie, die umfassend Werk und Leben des Künstlers beleuchtete, veröffentlicht: Bruguiere: His Photographs and his Life, von James Enyart.

### Bruguière und Deutschland
Bruguière hatte während der Weimarer Republik auch künstlerische Beziehungen zu Deutschland, die bis heute nicht eingehend erforscht sind. So hatte er 1928 eine Einzelausstellung in Berlin. 11 Bilder von ihm wurden 1930 während einer Ausstellung Revolution in Film und Photographie in Stuttgart gezeigt.
Die größte Bedeutung aber hatte seine Zusammenarbeit mit dem deutschen Tänzer und Schauspieler Sebastian Droste. Dieser, exzentrischer, drogensüchtiger, homosexueller Künstler, geflüchtet aus der von ihm als miefig empfundenen Weimarer Republik, lebte einige Zeit im „freieren“ New York. Dort lernte er Bruguière kennen, der zahlreiche Photographien von ihm anfertigte. Dabei entstanden auch Aktphotos, die aber aufgrund der prüden Zeitumstände nur schemenhaft waren. Mit Droste dreht Bruguiere den Film The Way, der unvollendet blieb, da der Tänzer 1927 während der Dreharbeiten verstorben war.

### Erdbeben-Photographie
Als das schwere Erdbeben am 16. April 1906 die Stadt San Francisco erschütterte und dabei mehr als 3000 Menschen starben, waren unzählige Gebäude zu Trümmern geworden. Diese Trümmerlandschaft inspirierte trotz ihrer Morbidität zahlreiche Photokünstler. Doch niemand hatte so einen direkten Blick auf die Stadt wie Bruguière, der ja ein Einheimischer war und aus der Stadt stammte, viele Ecken kannte, die den externen Photographen nicht vertraut waren. Seine Photographien gipfelten 1918 in dem Photoband San Francisco, der ausschließlich Photos der Stadt aus dem Jahr des Erdbebens zeigte. Bis heute werden viele dieser Photos weltweit für Publikationen über das Erdbeben genutzt und haben damit Bedeutung für die Geschichte des Erdbebens und deren Dokumentation.

### Innovatives Kunstverständnis
Die Bilder von Bruguière waren oftmals experimentell und ließen eine eigenwillige Schattentechnik erkennen, denn Schatten hatten für ihn eine wichtige Bedeutung. Seine wichtigste Muse und Lebensgefährtin war die Schauspielerin Rosalind Fuller, die ihm auch oft Model saß und von der er auch Aktphotographien erstellte. Viele Photos entstanden unter dem Eindruck abstrakter, surrealistischer oder kubistischer Schaffensweise. Nicht selten waren es Doppelbelichtungen, die in dieser Art zwar nicht ganz neu, aber in der Form, wie sie Bruguière einsetzte, ein anderes Verständnis von Photographie schufen.
Auch an einigen Ausstellungen war er beteiligt: so stellte er erstmals bei einer Gemeinschaftsphotoausstellung 1908 in Oakland aus. 1910 nahm er an der International Exhibition of Pictoral Photography in der Buffalo Albright Art Gallery teil. 1912 hatte er eine erste Einzelausstellung in San Francisco, die von einer ortsansässigen Galerie organisiert wurde. 1910 und 1911 erschienen Photographien bei den Ausstellungen der American Annual of Photography. Es folgte sein größter Erfolg, eine Einzelausstellung im New Yorker Arts Centrum 1927. 1932 konnte er Bilder in dem Photoband Few Are Chosen unterbringen, der großteils nur Bilder von ihm enthielt.
Bruguière geriet, trotz seiner bedeutenden Rolle als Photographiepionier während der ersten Hälfte des 20. Jahrhunderts, nach dem Zweiten Weltkrieg zusehends in Vergessenheit.